# Yalalabad
Yalalabad (en pastún: جلال آباد‎, romanizado: Ǧalālābād pronunciado [dʒælɒlɒbɒd]; también conocida como Jalalabad debido a la transliteración del persa al inglés) es una ciudad de Afganistán y capital de la provincia de Nangarhar. Se encuentra en la confluencia entre los ríos Kabul y Kunar. Se encuentra a 150 kilómetros al este de Kabul por la carretera Kabul-Yalalabad y a 130 kilómetros al oeste de la ciudad Peshawar en Pakistán. La mayoría de la población es pastún. La ciudad cuenta con universidad y aeropuerto.
Yalalabad tiene una intensa actividad social y comercial gracias a su proximidad con el cruce fronterizo de Torjam, que se encuentra a 65 km de distancia. También destaca la producción agrícola (naranjas, arroz y caña de azúcar).  La principal actividad industrial de la ciudad consiste en la fabricación de papel.
Está formada por seis distritos y cuenta con una superficie total de 12 796 hectáreas. El número total de viviendas en esta ciudad es de 39 586.

## Historia
Fa Xian visitó y adoró los sitios sagrados budistas como La sombra del Buda en Nagarhara (Yalalabad moderno). En 630 d. C.,  Xuan Zang, el famoso monje budista chino, visitó Yalalabad -a la cual se refirió como Adinapur-, así como una serie de otros lugares cercanos. La ciudad fue un centro importante de la cultura greco-budista de Gandhara en el pasado, hasta que fue conquistada por la dinastía musulmana de los Gaznávidas en el siglo XI. Sin embargo, no todos sus habitantes se convirtieron al Islam durante ese período, ya que algunos todavía se negaron a aceptarlo. En el libro del Hudud al-Alam, escrito en el 982 d. C., se hace referencia a una aldea cerca de Yalalabad donde el rey local solía tener muchas esposas hindúes, musulmanas y afganas.
La región se convirtió en parte del Imperio gaznávida en el siglo X. Sabuktigin anexó la tierra hasta el oeste del río Neelum en Cachemira. «Los afganos y los jilyíes que residían entre las montañas prestaron juramento de fidelidad a Sabuktigin, y después de eso muchos de ellos se alistaron en su ejército, tras lo cual regresó triunfante a Gazni.». Los Gúridas sucedieron a los Gaznávidas y expandieron el Islam más allá del Indostán. La región alrededor de Yalalabad se convirtió después en parte del territorio de la Dinastía Khilji, seguida por la de los Timúridos.[cita requerida]
Se dice que el nombre original de Yalalabad era Adinapur. La localidad fue renombrada como Yalalabad en la última década del siglo XVI, en honor a Yalala, el hijo de Pir Roshan. [cita requerida] La ciudad moderna ganó prominencia durante el reinado de Babur, fundador del Imperio mogol. Babur había elegido la ubicación de esta ciudad, que fue construida por su nieto Yalaleddín Mohammad Akbar en 1560.
Siguió siendo parte del Imperio mogol hasta alrededor de 1738 cuando Nader Shah y sus fuerzas Afsharid de Jorasán comenzaron a derrotar a los mogoles. Las fuerzas de Nader Shah fueron acompañadas por el joven Ahmad Shah Durrani y su ejército afgano de 4000 soldados del sur de Afganistán. En 1747, fundó el Imperio durrani después de reconquistar la zona. El ejército durrani utilizó la ciudad durante mucho tiempo, mientras iba y venía de sus campañas militares por el subcontinente indio.
Las fuerzas británico-indias invadieron Yalalabad en 1838, durante la primera guerra anglo-afgana. En la Batalla de Jellalabad de 1842, Wazir Akbar Khan asedió a las tropas británicas en su camino a Yalalabad. En 1878, durante la segunda guerra anglo-afgana, los británicos nuevamente invadieron y establecieron campamentos en Yalalabad, pero se retiraron dos años después.
Yalalabad es considerada una de las ciudades más importantes de la cultura pashtún. Seraj-ul-Emarat, la residencia del emir Habibulá Khan y del rey Amanulá Khan, fue destruida en 1929 cuando Habibulá Kalakani subió al poder. Sin embargo, los demás santuarios conservan vestigios del pasado. El mausoleo de ambos gobernantes está rodeado por un jardín frente a Seraj-ul-Emart. Los Sulemankhils, una familia pashtún famosa por su investigación científica, son de Yalalabad. Otras familias pastunes famosas también proceden de las aldeas cercanas a Yalalabad.

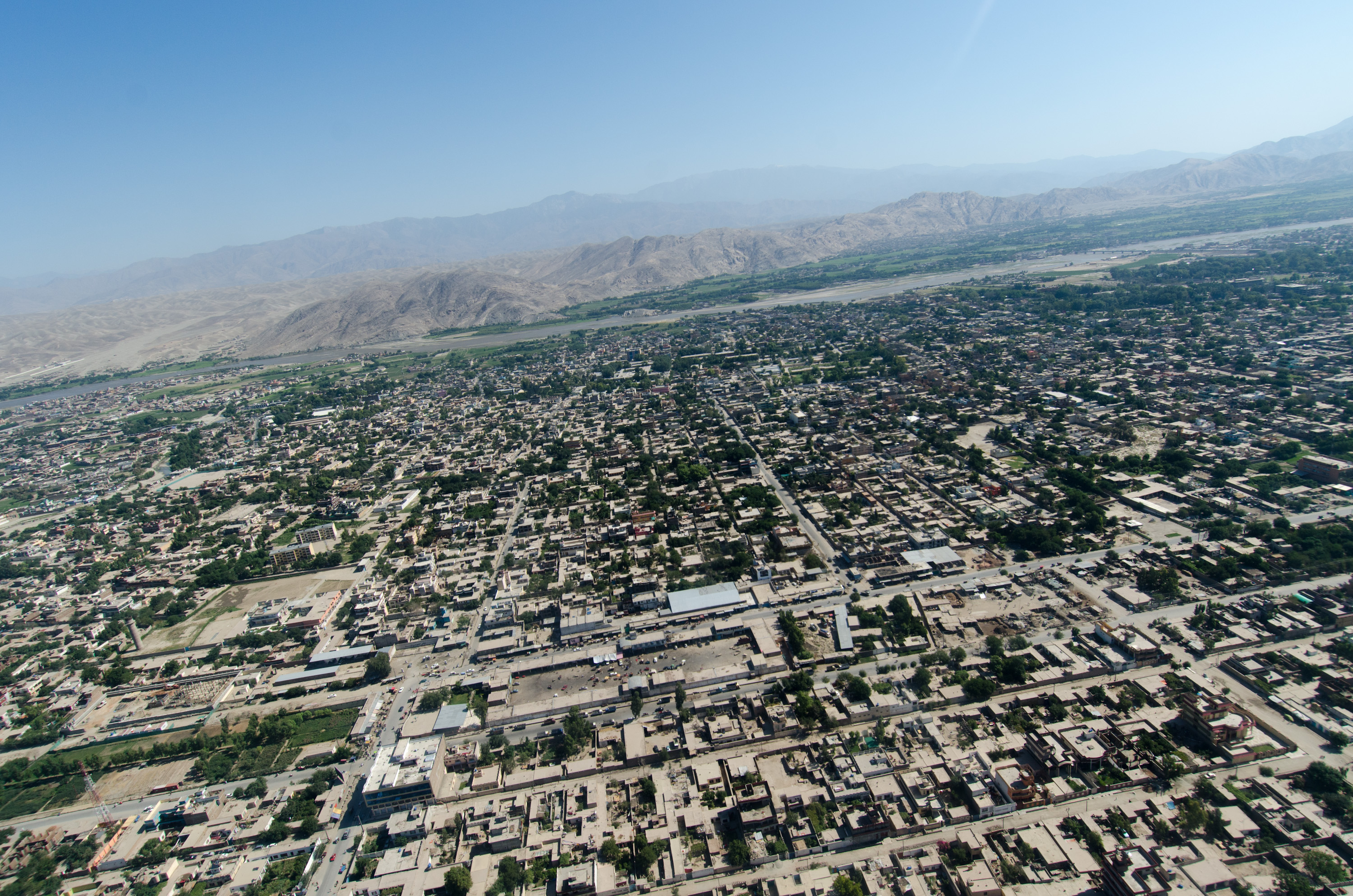
Vista aérea de Yalalabad en 2012

Desde 1978 hasta principios de la década de 1990, la ciudad, debido a su ubicación estratégica, desempeñó un papel clave dentro de la República Democrática de Afganistán, respaldada por los soviéticos. En la primavera de 1989, dos facciones rebeldes muyahidines respaldadas por Pakistán y Estados Unidos, asaltaron la ciudad durante la Batalla de Yalalabad. Sin embargo, las fuerzas gubernamentales lograron expulsarlos en dos meses, lo que supuso un gran revés para los combatientes de la resistencia y el ISI. Después de la renuncia del presidente Mohammad Najibulá, Yalalabad rápidamente cayó ante los rebeldes muyahidines de Yunus Khalis el 19 de abril de 1992. El 12 de septiembre de 1996, los talibanes tomaron el control de la ciudad hasta que fueron derrocados por las fuerzas afganas respaldadas por Estados Unidos a fines de 2001. Al-Qaeda había estado construyendo campos de entrenamiento terrorista en Yalalabad. La ciudad volvió al control del gobierno afgano bajo la presidencia de Hamid Karzai.
La economía de Yalalabad fue creciendo gradualmente durante la primera década del siglo XXI. Buena parte de la población de la ciudad comenzó a unirse a las fuerzas de seguridad nacional afganas. Las actividades relacionadas con la construcción también han aumentado. El aeropuerto de Yalalabad ha servido durante mucho tiempo como base militar para las fuerzas de la OTAN. En 2011, la Embajada de los Estados Unidos en Kabul anunció que planeaba establecer un consulado en Yalalabad. Ocasionalmente se produjeron ataques suicidas por parte de fuerzas contrarias al gobierno de Afganistán del momento. Entre estas fuerzas se encontraban los talibanes, la red Haqqani, Al-Qaeda y el nuevo grupo ISIS.

## Demografía
La población de la ciudad se estima en 356 274 en el año 2015.
Prácticamente todos los residentes de Yalalabad son musulmanes y sunitas. En la ciudad se ubica uno de los pocos templos hindúes de Afganistán, el Templo Hindú Darga, fundado en alrededor del año 1084 d. C.

## Uso del suelo
Yalalabad es el centro regional de la zona oriental de Afganistán, cerca de la frontera con Pakistán. El 44% del suelo se dedica a la agricultura. La mayor densidad de viviendas se encuentra en los Distritos 1-5 y las parcelas vacantes se agrupan en gran medida en el distrito 6. Los distritos del 1 al 6 tienen una red de carreteras de cuadrícula.

## Clima
El clima de Yalalabad es un desierto cálido. Recibe entre 152 y 203 mm de lluvia por año, que bajan en invierno y durante los meses de primavera. Las heladas no son comunes y, durante el verano, la temperatura puede alcanzar un máximo de 49 °C.
Las partes septentrional y suroccidental de la ciudad, que tienen una elevación más baja, son lugares acogedores para los vientos del Norte y del Oeste, que enfrían esas zonas durante los meses de verano. Yalalabad tiene la humedad relativa más alta en verano, en comparación con otras ciudades afganas. Sin embargo, las temperaturas moderadas del invierno han llevado a varias personas a lo largo de la historia a establecer sus asentamientos en la ciudad. 
| Parámetros climáticos promedio de Yalalabad | Parámetros climáticos promedio de Yalalabad | Parámetros climáticos promedio de Yalalabad | Parámetros climáticos promedio de Yalalabad | Parámetros climáticos promedio de Yalalabad | Parámetros climáticos promedio de Yalalabad | Parámetros climáticos promedio de Yalalabad | Parámetros climáticos promedio de Yalalabad | Parámetros climáticos promedio de Yalalabad | Parámetros climáticos promedio de Yalalabad | Parámetros climáticos promedio de Yalalabad | Parámetros climáticos promedio de Yalalabad | Parámetros climáticos promedio de Yalalabad | Parámetros climáticos promedio de Yalalabad |
| Mes                                         | Ene.                                        | Feb.                                        | Mar.                                        | Abr.                                        | May.                                        | Jun.                                        | Jul.                                        | Ago.                                        | Sep.                                        | Oct.                                        | Nov.                                        | Dic.                                        | Anual                                       |
| ------------------------------------------- | ------------------------------------------- | ------------------------------------------- | ------------------------------------------- | ------------------------------------------- | ------------------------------------------- | ------------------------------------------- | ------------------------------------------- | ------------------------------------------- | ------------------------------------------- | ------------------------------------------- | ------------------------------------------- | ------------------------------------------- | ------------------------------------------- |
| Temp. máx. abs. (°C)                        | 25.0                                        | 28.8                                        | 34.5                                        | 40.5                                        | 45.4                                        | 47.5                                        | 44.7                                        | 42.4                                        | 41.2                                        | 38.2                                        | 32.4                                        | 25.4                                        | '                                           |
| Temp. máx. media (°C)                       | 15.9                                        | 17.9                                        | 22.5                                        | 28.3                                        | 34.7                                        | 40.4                                        | 39.3                                        | 38.0                                        | 35.2                                        | 30.5                                        | 23.3                                        | 17.5                                        | 28.6                                        |
| Temp. media (°C)                            | 8.5                                         | 10.9                                        | 16.3                                        | 21.9                                        | 27.7                                        | 32.7                                        | 32.8                                        | 31.9                                        | 28.1                                        | 22.2                                        | 14.9                                        | 9.5                                         | 21.5                                        |
| Temp. mín. media (°C)                       | 2.9                                         | 5.6                                         | 10.5                                        | 15.3                                        | 19.8                                        | 24.7                                        | 26.7                                        | 26.2                                        | 21.4                                        | 14.4                                        | 6.9                                         | 3.5                                         | 14.8                                        |
| Temp. mín. abs. (°C)                        | −14.1                                       | -9.5                                        | -1.0                                        | 6.1                                         | 10.6                                        | 13.5                                        | 19.0                                        | 17.5                                        | 11.0                                        | 2.7                                         | −4.5                                        | −5.5                                        | '                                           |
| Precipitación total (mm)                    | 18.1                                        | 24.3                                        | 39.2                                        | 36.4                                        | 16.0                                        | 1.4                                         | 6.9                                         | 7.7                                         | 8.3                                         | 3.2                                         | 8.3                                         | 12.1                                        | 181.9                                       |
| Días de lluvias (≥ 1 mm)                    | 4                                           | 5                                           | 8                                           | 8                                           | 4                                           | 1                                           | 1                                           | 1                                           | 1                                           | 1                                           | 2                                           | 3                                           | 39                                          |
| Horas de sol                                | 180.9                                       | 182.7                                       | 207.1                                       | 227.8                                       | 304.8                                       | 339.6                                       | 325.9                                       | 299.7                                       | 293.6                                       | 277.6                                       | 231.0                                       | 185.6                                       | 3056.3                                      |
| Humedad relativa (%)                        | 61                                          | 60                                          | 62                                          | 59                                          | 47                                          | 40                                          | 52                                          | 58                                          | 56                                          | 55                                          | 58                                          | 63                                          | 55.9                                        |
| Fuente: NOAA (1964-1983)                    |                                             |                                             |                                             |                                             |                                             |                                             |                                             |                                             |                                             |                                             |                                             |                                             |                                             |

## Flora y fauna
En Yalalabad hay una gran cantidad de frutales. Varios tipos de cítricos, como la naranja, la mandarina, la toronja, el limón y la lima, crecen en sus jardines y huertos. Los naranjos producen una cosecha sólo una vez cada tres años. La variedad narindj de naranja es la más común: tiene la piel amarilla y su sabor es una combinación entre naranja y pomelo. Las toronjas cultivadas aquí tienen un diámetro de 20 a 22 cm. Al año se producen en Yalalabad 1800 toneladas de granadas, 334 toneladas de uvas y 7750 toneladas de moras. Las frutas se venden en los mercados locales o se transportan a los mercados de Kabul, desde donde se exportan. El segundo cultivo más común es la vatani, la variedad local de caña de azúcar. Contiene 15% de azúcar por peso.

## Transporte
El aeropuerto de Yalalabad fue construido para uso doble, civil y militar. Está diseñado para servir a la población de la provincia de Nangarhar y la provincia vecina para vuelos dentro del país. Hasta el retorno de los talibanes al poder, el aeropuerto era utilizado por las fuerzas dirigidas por la OTAN, incluida la Fuerza Aérea Afgana. El aeropuerto también se utilizaba como uno de los puntos de lanzamiento y monitoreo de ataques con aviones no tripulados en Afganistán y Pakistán.
Hay propuestas para unir, a través de Yalalabad, la red ferroviaria de Afganistán con los ferrocarriles de Pakistán, lo que permitiría un mayor comercio de bienes y personas entre los dos países.
Yalalabad está conectada por carreteras principales con la capital afgana de Kabul, con la ciudad de Peshawar en Pakistán, y con varias ciudades y pueblos afganos cercanos. Todo el comercio entre Afganistán y Pakistán pasa por esta ciudad. La carretera entre Yalalabad y Kabul fue repavimentada en 2006, reduciendo el tiempo de tránsito entre estas dos importantes ciudades. Esta carretera está considerada como una de las más peligrosas del mundo, debido a la gran cantidad de accidentes. También se ha propuesto una mejora en las redes de carreteras entre Yalalabad y Peshawar.

## Lugares de interés
Yalalabad es considerada una de las ciudades más bellas de Afganistán. Tiene mucha vegetación y agua. En la periferia sureste de Yalalabad se está construyendo un suburbio moderno, llamado Ghazi Amanullah Town. Toma su nombre del rey Amanulá Khan y se dice de él que es el municipio más grande y más moderno jamás construido en la historia de Afganistán.
Yalalabad es considerada la capital del cricket afgano, y muchos de los jugadores nacionales provienen de las áreas circundantes. Cerca de la ciudad se ha comenzado a construir un nuevo estadio de cricket. Se espera que en este estadio compitan equipos nacionales y que atraiga también a equipos internacionales.

### Lugares de interés
El aeropuerto de Yalalabad (IATA: JAA, ICAO: OAJL) se encuentra a 5 kilómetros al sureste de la ciudad. Actualmente, este aeropuerto se utiliza sólo con fines militares y también las aeronaves de UNHAS de las Naciones Unidas. Está ocupado y mantenido por las Fuerzas Armadas de los Estados Unidos. Operan desde la Base Operativa Forward Fenty, que está adyacente al aeropuerto de Yalalabad. La Fuerza Aérea Afgana (AAF) y los miembros de la ISAF también utilizan el aeropuerto.
- Nuevo aeropuerto de Yalalabad

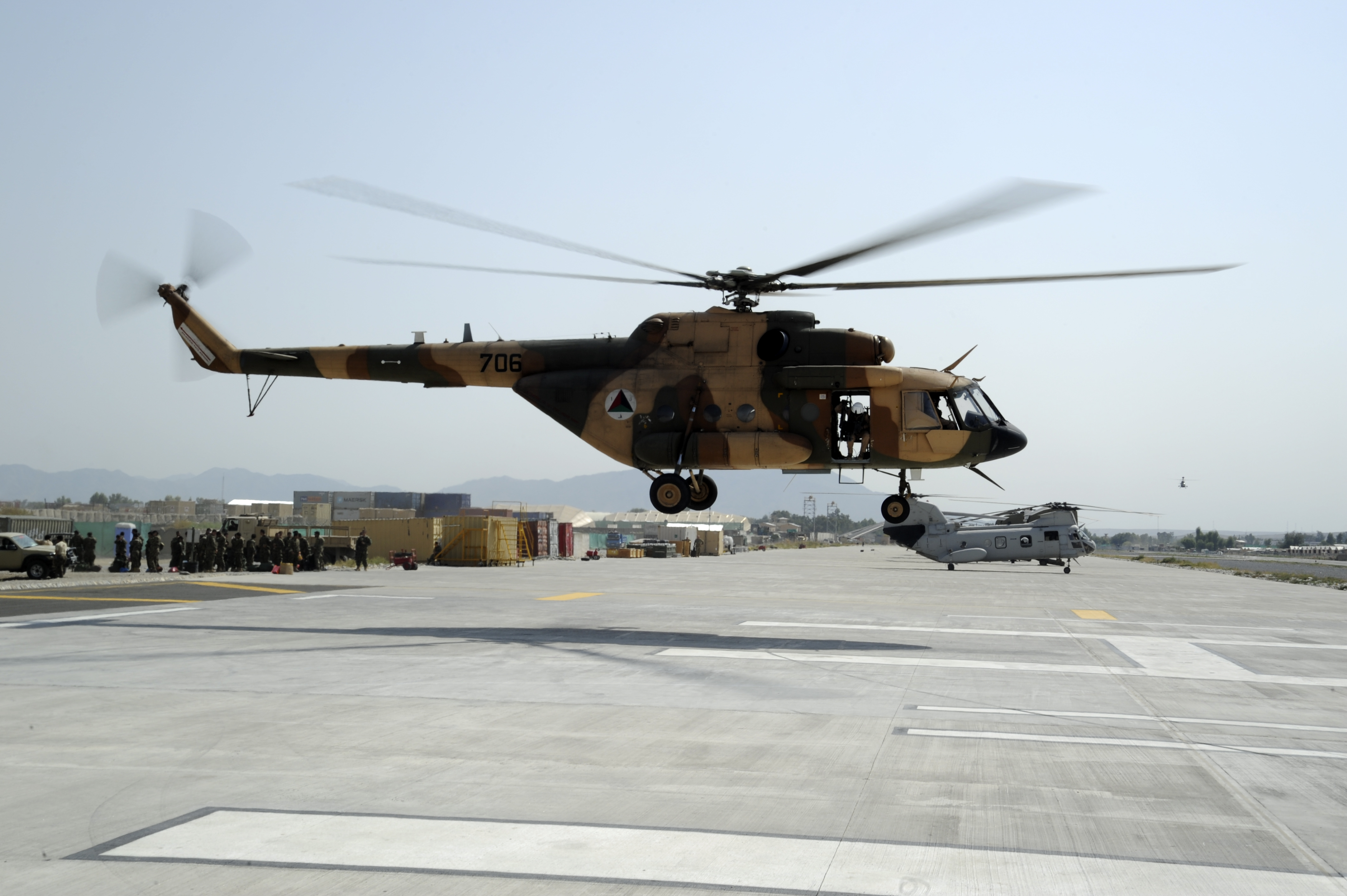
Helicóptero de las fuerzas armadas afganas

En abril de 2009, el por entonces ministro de Transporte y Aviación Civil de Afganistán, Hamidullah Qaderi, anunció la construcción de un nuevo aeropuerto civil en la zona de Gambiri, al noroeste de Yalalabad. El nuevo aeropuerto debería haberse construido con asistencia financiera de los Estados Unidos.
- Consulados extranjeros

India y Pakistán tienen en la ciudad un consulado para gestionar sus vínculos comerciales, militares y políticos.

### Monumentos históricos
- Mausoleo del rey Amanulá Khan

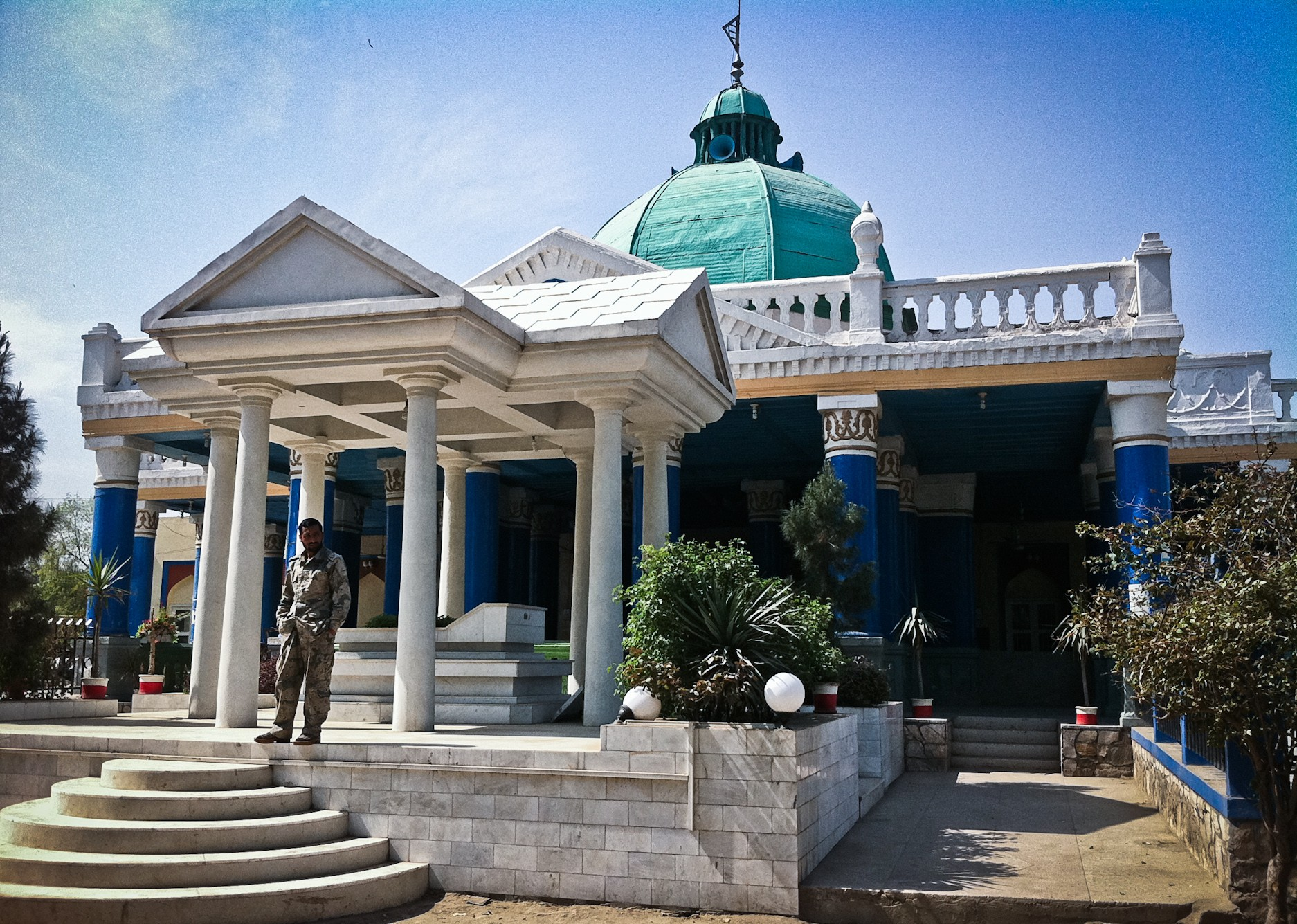
Mausoleo del rey Amanulá Khan

- Mausoleo de Khan Abdul Ghaffar Khan
- Mausoleo de Mohammad Gul Khan Momand
- Mezquitas

### Hospitales
El distrito de Yalalabad tiene tres grandes hospitales: el Fatumatu Zahra, el Hospital Médico de Nangarhar y el Hospital General de Salud Pública, siendo este último uno de los mayores del país.

### Universidades
La Universidad de Nangarhar (en pastún: د ننګرهار پوهنتون) es una institución de educación superior financiada por el gobierno. Es la segunda universidad más grande del país. Fue fundada en Shesham bhag Yalalabad, en 1963, durante el reinado de Mohamed Zahir Shah, por el entonces ministro de educación, Ali Ahmad Popal. Inicialmente, la universidad comenzó con solo una facultad, la de medicina, donde 48 estudiantes recibían clase de únicamente ocho profesores, cinco estadounidenses y tres afganos. Luego, paulatinamente, fueron estableciéndose las facultades de Ingeniería, Agricultura, Educación, Idiomas y Literatura, Economía, Sharía, Derecho y Ciencias Políticas, Ciencias Veterinarias, Ciencias, Informática, Periodismo y Administración Pública (escuelas). Ahora cuenta con trece facultades, con 73 departamentos, donde más de 14 000 estudiantes, tanto masculinos como femeninos, están inscritos y reciben clase de 467 profesores.

## Deportes
La provincia está representada en las competiciones nacionales por el equipo de cricket de la provincia de Nangarhar. Hamid Hasan, miembro del equipo nacional, nació en la provincia y actualmente representa a Afganistán en el cricket internacional. El Estadio Internacional de Cricket Ghazi Amanullah es el primer estadio de cricket estándar internacional de Afganistán. Se encuentra en el barrio de Ghazi Amanullah, un suburbio moderno en la periferia sureste de Yalalabad. La construcción del estadio comenzó en marzo de 2010, cuando el ministro de finanzas y el presidente de la Junta de Cricket de Afganistán, Omar Zakhilwal, colocaron la primera piedra. El proyecto, que se desarrolló en 121.400 metros cuadrados de tierra donados a la zona de Ghazi Amanullah, costó en su primera fase de construcción 1.8 millones US$. La primera fase, que tardó un año en completarse, incluyó la finalización del estadio en sí. El resto de las fases verán la construcción de un pabellón, un alojamiento para jugadores y edificios administrativos. El estadio tiene una capacidad para 14 000 espectadores. En 2018 el estadio fue víctima de la violencia y ocho personas perdieron la vida en el curso de un atentado terrorista. 
Cada viernes es común ver a muchos afganos juntarse para practicar el críquet en parques públicos o a orillas del río Kabul.
Equipos deportivos profesionales de Yalalabad
| Club                    | Liga                      | Deporte  | Lugar de encuentro            | Establecido |
| ----------------------- | ------------------------- | -------- | ----------------------------- | ----------- |
| Nangarhar Leopards      | Afganistán Premier League | Críquet  | Estadio Sharjah de Cricket    | 2018        |

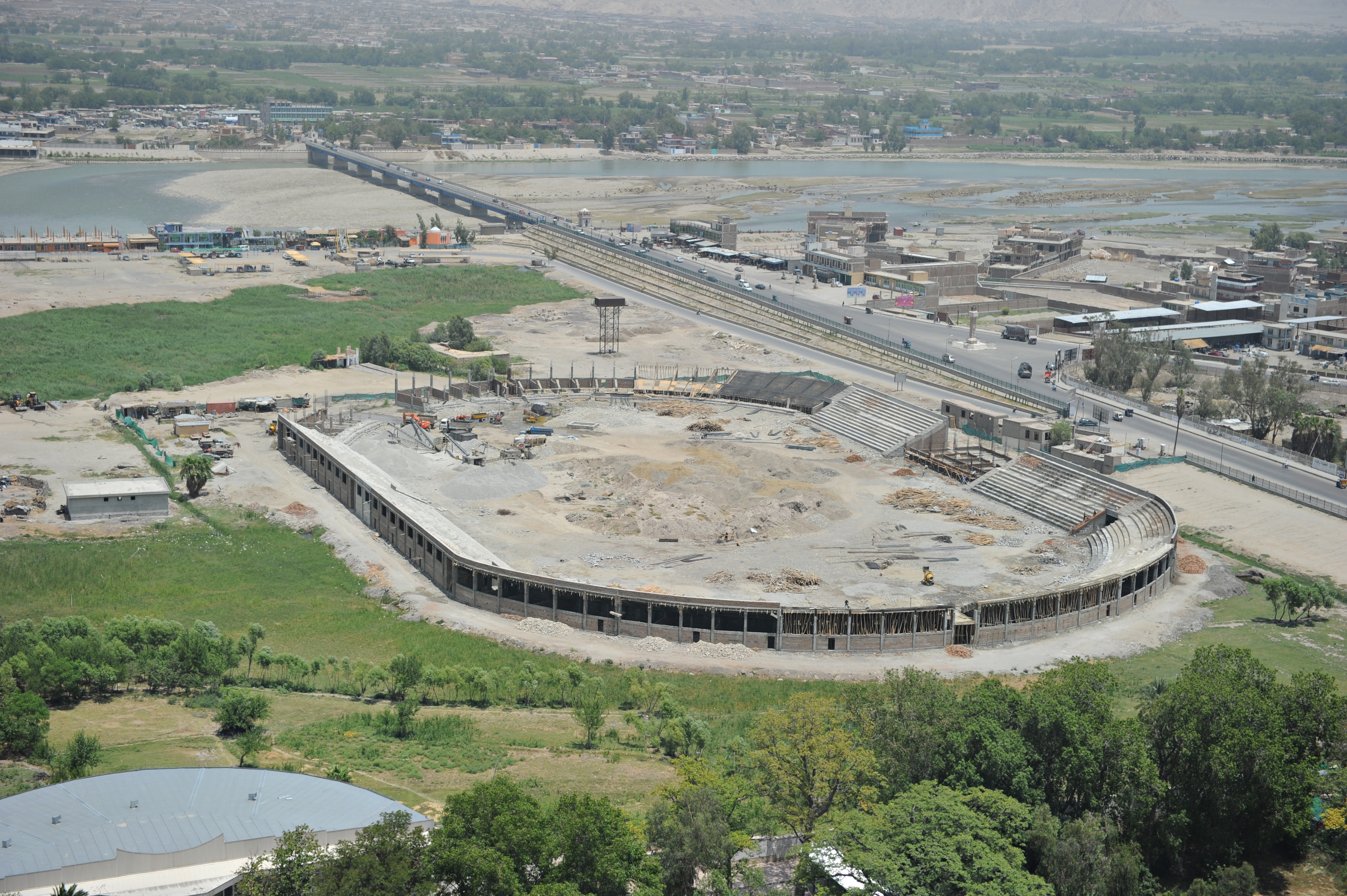
Estadio de Críquet Sherzai

| Tigres de Spin Ghar     | Shpageeza Cricket League  | Críquet  | Ghazi Amanullah International | 2013        |
| De Spin Ghar Bazan F.C. | Afghan Premier League     | Football | Ghazi Stadium                 | 2012        |

Estadios
- Ghazi Amanullah International Cricket Stadium
- Sherzai Cricket Stadium (en construcción)
- National Football Stadium

## Ciudades hermanadas
San Diego, Estados Unidos